# Zeil in zicht
Zeil in zicht is een zesdelige hoorspelserie van Dick Dreux. De AVRO zond ze uit vanaf 27 februari 1966 (met een herhaling vanaf 23 juli 1968). De regisseur was Bert Dijkstra.

## Delen

### 1. De meeuwen krijsen
Duur: 32 minuten.
- Sacco van der Made (de verteller)
- Han König (kapitein Grobberda)
- Hans Karsenbarg (Kees, zijn zoon)
- Tonnie Foletta (ouwe Gijsbert)
- Jan Borkus (de eerste stuurman)
- Frans Kokshoorn (Jaap)
- Jan Wegter (een matroos)

De plot van het hoorspel dateert uit de dagen dat zwaar getuigde schepen de zeeën bevoeren. Het was geen pretje, aan die vaart deel te nemen. Men tobde met storm en windstilte, met dienende en terugdrijvende winden. En “er dienden geen twee grote masten op één schip: de gezagvoerder placht uitleg van zijn doen en laten aan Onze Lieve Heer te geven en desnoods aan de reder van zijn schuit. Die glorietijd van de “ferme jongens, stoere knapen” had bedenkelijke kanten. Je kon van de raas vallen, overboord slaan, verkommeren als de wind niet meezat, lijfelijk getuchtigd worden en, als de gele ziekenvlag aan de gok hing, met de hele bemanning aan besmetting om zeep gaan. Nee, leuk was het niet, dat altijd maar klauteren en brassen en enteren, en als je toevallig eens niets omhanden had, nog te moeten tjetten en soppen, verf krabben en roest bikken. Omstreeks 1880 maakte de Harlingse bark van de legendarische “stenen” kapitein Grobberda de laatste reis. Hoe het kwam dat deze Grobberda, “ijzig rechtvaardig, erg op de penning, een zeeman van komsa”, nadien binnen korte tijd een oude gebogen man werd, dat is de eigenlijk inhoud van de gedramatiseerde vertelling De meeuwen krijsen.

### 2. Tamme zonder zorg
Duur: 33 minuten.
- Sacco van der Made (de verteller)
- Rob Geraerds (kapitein Sierpluim)
- Wam Heskes (kapitein Douwering)
- Dries Krijn (de stuurman)
- Willem Wagter (Tamme de Groot)

Een beste bink, die Tamme, een volmatroos met spieren als van staal, een kameraad uit duizend, een horlepiepdanser zonder weerga. Hij had maar één gebrek: dat hij slobberde als een karper. Dat zo’n knaap nu juist moest verzeilen op kapitein Sierpluims klipper die in de wandel de “Kurkdroge” werd genoemd. Natuurlijk kon trammelant niet uitblijven, en dat zeker niet wanneer Tamme weer eens als een vaatdoek aan boord was gehesen. Machtig kon de ouwe dan tekeergaan, zo van dat hij die zatladder zo droogleggen zou dat alleen al de aanblik van een fles hem draaierig zou maken. Maar ja, aan alles zit ook een goeie kant, zelfs aan de onlesbare dorst van Tamme, dat heeft kapitein Sierpluim toch moeten toegeven. Wat geen mens voorzien kon, gebeurde: Tamme zette hem weer eens op, de schipper schold hem zijn huid vol, maar het ging niet van harte. Gek, zoals de man toch moest erkennen dat die dronkenlap heel zijn verzopen gage dubbel en dwars waard was!

### 3. De stille opstapper
Duur: 33 minuten.
- Sacco van der Made (de verteller)
- Johan Walhain (Tim)
- Jan Wegter (Arie)
- Hetty Berger (Blackjack Mary)
- Hans Veerman (Gerrit)
- Jan Lemaire sr. (de kapitein)

Dit is het ruige verhaal van een matroos die een en ander dat hem niet zinde ging rechtzetten aan de beruchte Barbary Coast van Californië. De man voer op de schoenerbrik “Voorwaarts”, zo tegen het einde van de vorige eeuw, onder een kapitein die winstbejag wist te combineren met vaderlijke zorg voor zijn manschappen. Een vreemde maat, die matroos, stil en eenzelvig en voor geen karwei vervaard, en een verwoed lezer in zijn vrije tijd. Het merkwaardigste aan hem was, dat hij zo goed kon koken. Waar en hoe hij dat geleerd had, was een raadsel. Een raadsel was ook zijn naam: zijn kornuiten noemden hem Tim, maar daar was dan ook alles mee gezegd. Die raadsels werden eerst opgelost aan de Barbary Coast. In die dagen, zo’n dertig jaar nadat de Californische goudvelden waren ontdekt, wemelde het er van geboefte dat op de bezittingen van de talloze fortuinzoekers jacht maakte. Ook zeelui moesten goed op hun tellen passen als ze gingen passagieren in de warme pretbuurten van de Coast. Wanneer ze in handen van ronselaars vielen, verdwenen ze voorgoed op zogenaamde slavenschepen waar de varensgasten als vliegen stierven van  uitputting. Een enkele maal werden de rollen wel eens omgekeerd. Zo ook in dit verhaal, waarin Tim een stilletjes opstapt en een dag of wat wegblijft van boord.

### 4. De trossensnijder
Duur: 32 minuten.
- Sacco van der Made (de verteller)
- Huib Orizand (kapitein Botteloef)
- Willy Ruys (kapitein Makelaar)
- Robert Sobels (stuurman)

Dit keer dateert het verhaal uit de tijd dat er nog in de buurt van Australië en Nieuw-Guinea op kopra gevaren werd. Tussen de eilanden daar scharrelden de kopraschoeners, schuitjes van zo’n tachtig, negentig ton. Ze waren meestal bemand met twee blanken - de kapitein en de stuurman - en verder met een stuk op twintig Polynesische inboorlingen. De bescheiden handelsbetrekkingen betroffen dan een vrachtje hier- of daarnaartoe, het clandestien inkopen van parels en ook wel het vervoer van werkvolk naar plantages. De overlevering wil dat eens twee koprakapiteins het met elkaar aan de stok kregen. Hoe kon het anders, want de een kwam uit Den Helder, de ander uit Nieuwediep. Voor de Nieuwediepers waren de inwoners van Den Helder ordinaire “jutters”, en de lui uit Den Helder scholden de Nieuwediepers voor “trossensnijders”, omdat ze - naar beweerd werd - messen onder hun klompen bonden en daarmee stiekem de trossen van gemeerde schepen doorsneden, die dan natuurlijk op drift raakten en tot goede prijs werden verklaard. Hoe nu beide gezagvoerders elkaar verlinkten, juist door hun scheldnamen eer aan te doen, doet Dick Dreux in dit hoorspel eens fijn uit de doeken.

### 5. De verstekeling
Niet bewaard gebleven.

### 6. Acht glazen
Duur: 29 minuten.
- Sacco van der Made (verteller)
- Johan te Slaa (kapitein Douwerda)
- Henk Votel (Jan Holius)
- Frans Kokshoorn (de bootsman)
- Paula Majoor (Dieuwertje)

Een wacht aan boord van een schip bestaat uit acht glazen. Het verhaal speelt zich af in de tijd dat er nog zeeschepen voeren naar de Salomonseilanden om er kopra te halen voor de vaderlandse boterfabrieken. Jan Holius, de hoofdpersoon, was toen leerling-stuurman op de topzeilschoener “Frisia”. Het was hard werken geblazen aan boord en niet het minst voor Jan. Wat de ouwe mankeerde, begreep niemand van de bemanning. Hij zat als de duivel achter Jan aan en gunde hem geen moment respijt. De leerling kon de gekste karweitjes opknappen onderweg, de wal mocht hij niet op als het schip gemeerd lag, en in zijn vrije tijd moest hij zich nog suf studeren ook. Maar Jan, net zo’n Friese stijfkop als de ouwe, gaf geen krimp. Hij deed stug aan wat hem werd opgedragen, haalde zijn rangen en werd een zeeman van komsa. Waarom de ouwe hem zo placht te koeioneren, mag een groot raadsel lijken, maar de oplossing ervan, tegen het einde van het spel, geeft een mens toch te denken.